# ठ
Cette page contient des caractères spéciaux ou non latins. S’ils s’affichent mal (▯, ?, etc.), consultez la page d’aide Unicode.
ठ, appelé ttha et transcrit ṭh, est une consonne de l’alphasyllabaire devanagari.

## Représentations informatiques
Ses Unicode sont :
| formes | représentations | chaînes de caractères | points de code | descriptions                                      |
| ------ | --------------- | --------------------- | -------------- | ------------------------------------------------- |
| pleine | ठ               | ठ                     | U+0920         | lettre devanagari ttha                            |
| morte  | ठ्               | ठ◌्                    | U+0920 U+094D  | lettre devanagari ttha, symbole devanagari virama |